# Katka, petite pomme reinette
 (août 2025).
Pour plus de détails, voir Fiche technique et Distribution.
Katka petite pomme reinette (en russe : Катька — бумажный ранет, Katka-bumazhnyy ranet) est un film soviétique de Fridrikh Ermler et Edouard Ioganson sorti en 1926.

## Synopsis
Katia avec sa famille arrive à Saint-Pétersbourg de la campagne. En ville, la jeune fille espère gagner assez d'argent pour acheter une vache, ce qui leur permettrait à survivre.  Elle vend des pommes, avec l'aide d'un chômeur. Elle va tomber amoureuse d'un voyou qui finira par l'abandonner. Mais cela n'ébranle pas sa confiance en les hommes et en l'avenir meilleur.

## Commentaires
- Ce film est une chronique des gens du peuple, à l'époque de la Nouvelle politique économique.

## Fiche technique
- Titre original : Катька — бумажный ранет (Katka-bumazhnyy ranet)
- Réalisation : Friedrich Ermler et Edouard Ioganson
- Scénario : Mikhaïl Borissoglebski et Boris Leonidov
- Photo : Andreï Moskvine, Evgueni Mikhailov
- Décors : Evgueni Enei
- Genre : Drame
- Durée : environ 74 minutes

## Distribution
- Veronika Boujinskaïa : Katka
- Bella Tchernova : Verka, vendeuse
- Fedor Nikitine : Vadka Zavrajine
- Valeri Solovtsov : Semka Jgout, voleur
- Yakov Goudkine : compagnon de Semka Jgout
- Tatiana Okova : propriétaire d'appartement